# James Watt
James Watt (19. ledna 1736 Greenock, Království Velké Británie – 25. srpna 1819 Handsworth, Spojené království Velké Británie a Irska) byl skotský vynálezce, mechanik, fyzik a matematik, jehož vylepšení parního stroje se stalo ve Velké Británii a dalších zemích základem následující průmyslové revoluce. Později vynalezl ještě výkonnější dvojčinný parní stroj. Po Wattovi je v Mezinárodní soustavě jednotek pojmenována jednotka výkonu – watt.
Watt si uvědomil, že při nutném opakovaném ohřívání stávajícího parního stroje se plýtvalo velkým množstvím energie – v roce 1769 proto vytvořil samostatný kondenzátor umístěný mimo válec, čímž zvýšil účinnost nového typu stroje. V roce 1775 začal spolupracovat s Matthewem Boultonem a založil s ním společnost Boulton & Watt. Tento podnik se nakonec dokázal prosadit a Watt díky němu nabyl značného bohatství.
Ustanovil fyzikální veličinu práce a zavedl jednotku koňská síla, dále vynalezl například odstředivý regulátor či kopírovací stroj.

## Život

### Původ a rodina
James Watt se narodil 19. ledna 1736 ve William Street ve skotském Greenocku; pokřtěn byl 25. ledna.
Jeho pradědeček byl farmář z Aberdeenu. Wattův dědeček, Thomas Watt, narozený v roce 1642 se později přestěhoval do Cartsdyke, nyní předměstí Greenocku; zde založil školu matematiky a také učil místní rybáře a námořníky navigovat. Později zastával i soudcovské funkce a stal se jedním z předních občanů Greenocku. Dokázal vybudovat úspěšný podnik, který opravoval lodě, navigace, kompasy atd. Byl bailiem barona Cartsburnu. Se svou ženou Margaret Sherrerovou měli šest dětí, avšak tři z nich zemřely již v dětství, čtvrté se pak dožilo jen 18 let. Zemřel v roce 1734, jeho vdova o rok později.
Po jeho smrti převzal podnik jeho druhorozený syn, James Watt mladší (* 28. ledna 1699). Ten dokázal zaměstnávat až 40 dělníků, ovšem po ztrátě jedné lodi převážející velice hodnotný materiál přišel o většinu majetku. Kromě podnikání působil také ve státní správě. Více než dvacet let byl členem greenocké rady, po nějakou dobu i jejím pokladníkem, nakonec i bailiem města. Byl ženatý s Agnes Muirheadovou pocházející ze staré rodiny Muirheadů, která se již ve 12. století usadila v pozdějším hrabství Clydesdale, ještě později Lanarkshire. Agnes prý byla neobyčejně inteligentní dáma s veselou povahou.
Oba Wattovi rodiče byli presbyteriáni a patřili ke Covenantskému hnutí. Narodilo se jim celkem pět dětí, čtyři synové a jedna dcera. Tři z nich ale zemřeli již v mládí. Kromě Jamese Watta se dospělosti dožil ještě jeho bratr John, který však zemřel na moři na cestě do Ameriky ve věku jen málo přes dvacet let.
Vlastní rodinu si James Watt začal budovat ve druhé polovině 18. století. Nejdříve si roku 1764 vzal za manželku svou sestřenici Margaret Millerovou. Z tohoto manželství vzešlo celkem pět dětí, z nichž se dospělosti dožili pouze syn James (1769–1848) a dcera Margaret (1767–1796). Společné soužití Jamese Watta a Margaret, rozené Millerové, bylo ukončeno až její náhlou smrtí při porodu v roce 1772. Později, v létě roku 1776, se Watt oženil podruhé, a to s dcerou bohatého barvíře Jamese McGrigora Ann McGrigorovou. S ní měl dvě děti, obě však zemřely již v dětství.

### Dětství a studia
James Watt již od dětství vynikal v matematice. Kvůli svému chatrnému zdraví ale nemohl zpočátku navštěvovat školu, a byl proto vyučován svou matkou. Ta jej naučila číst, otec ho pak naučil základům aritmetiky a geometrie. Když bylo Wattovi 6 let, byl podle Patricka Jamese Muirheada jeho otec blíže nejmenovaným mužem za domácí vzdělávání svého syna kárán. Poté, co však daný muž zpozoroval, že chlapec řeší jakýsi matematický problém a jeho znalosti si následně ověřil i pomocí několika otázek, údajně žasl nad Wattovou inteligencí. Později James Watt navštěvoval obchodní školu a nato gymnázium, kde se zajímal zejména o fyziku a matematiku. Naučil se také latinsky a řecky, tyto jazyky jej však nebavily. Vzdělávali ho soukromě i místní odborníci. Jeho pozdějším úspěchům pak podle Wattových životopisců pomohl také fakt, že již jako malý trávil čas v otcově dílně, kde vyráběl kladkostroje, rumpály apod.
V dětství trpěl bolestmi hlavy. Ty jej v některých činnostech indisponovaly na několik dní, někdy i týdnů. V létě pobýval zejména u svých příbuzných, rodiny Muirheadů. Za pár hodin dokázal údajně nastudovat takové množství znalostí, jako dokázal běžný člověk za několik dní. Životopisec Muirhead se však zmiňuje, že Watt nikdy nespěchal a našel si prostor pro volný čas, který věnoval svým přátelům, básnictví, čtení či přírodě. Své inteligence a talentu si byl vědom. Jeho další zálibou bylo rybaření; rybařil na mole za svým rodným domem v Greenocku. Zaujala jej také astronomie; hvězdy pozoroval otcovými nástroji a dokázal tím strávit mnoho času. Od svých 14 let často pobýval u svého strýce v Glasgow, kde se začal zajímat o chemii a anatomii.
V roce 1753 mu zemřela matka a jelikož jeho otec už neměl téměř žádné finanční prostředky, Watt věděl, že si nebude moci dovolit nadále studovat. Kvůli svému zdraví si tedy nakonec zvolil práci výrobce měřidel, která mu vyhovovala. Obrátil se na svého strýce v Glasgow, Johna Muirheada, obchodníka, u něhož následně od června roku 1754 do května 1755 bydlel.

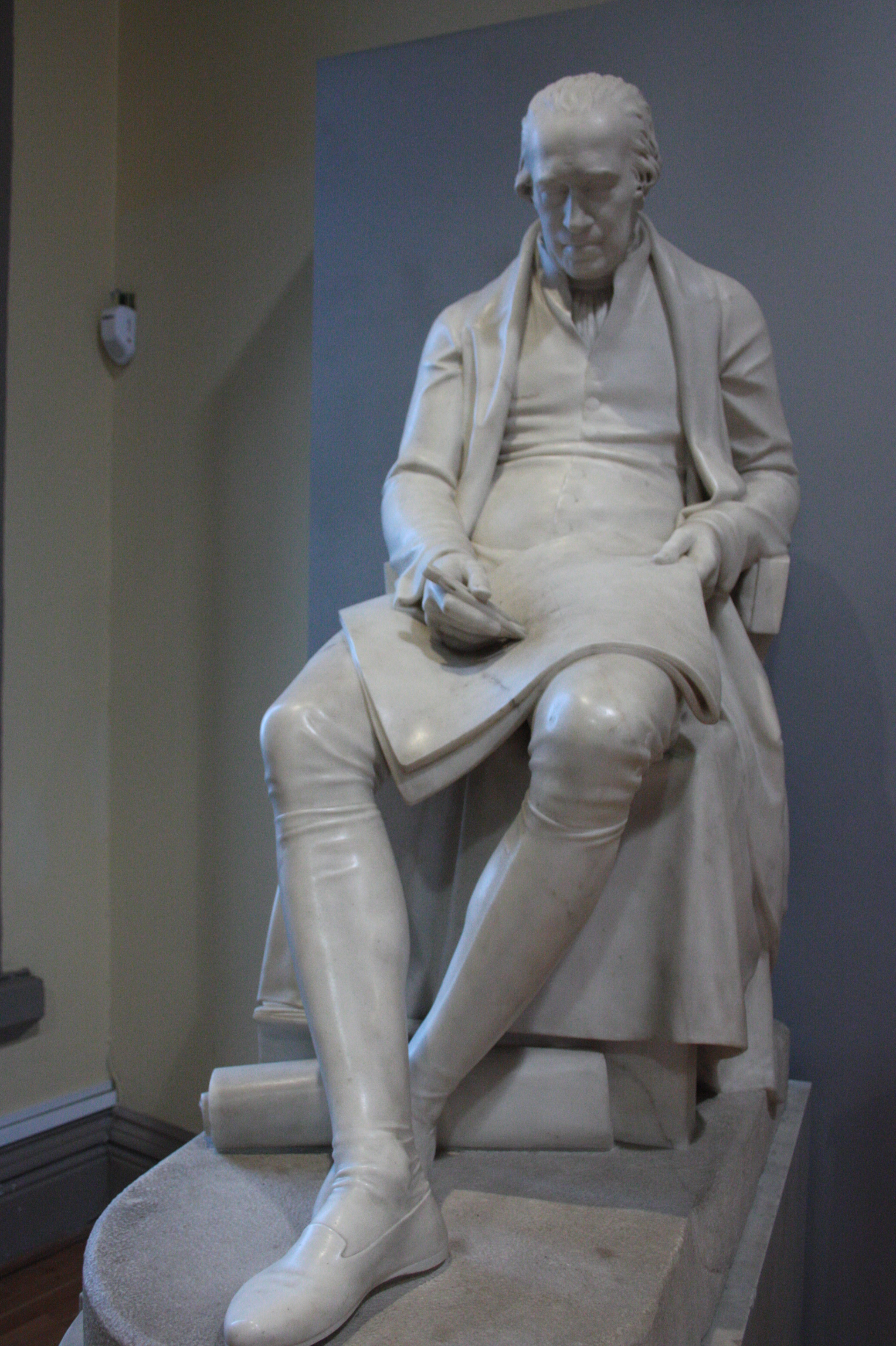
Socha Jamese Watta od Francise Chantreye v Glasgowské kulturní budově Hunterian Museum and Art Gallery.

Jako výrobce měřidel byl James Watt v Glasgow jediný, přičemž se krom toho zabýval opravou a výrobou jiných věcí, například brýlí, houslí, spinetů, rybářských prutů či kladek.
Watt se v tomto období seznámil skrze svého přítele Andrewa Andersona s jeho starším bratrem Johnem, který byl profesorem přírodní filozofie. Ten si Watta tak oblíbil, že mu umožnil přístup do své vědecké knihovny, v níž Watt poté trávil mnoho času. Prostřednictvím Johna Andersona a především profesora Muirheada, příbuzného Wattovy matky, byl uveden do společnosti dalších profesorů. Nejvíce upoutal pozornost profesora přírodní filozofie doktora Dicka, na jehož radu se Watt rozhodl odjet v doprovodu svého vzdáleného příbuzného, námořního kapitána Marra, do Londýna, kde mohl dosáhnout vyšší úrovně vzdělání než ve Skotsku.
Jelikož Watt v Londýně kromě kapitána Marra neměl žádné příbuzné, musel si hledat práci na zajištění svého živobytí. Většina podniků, které navštívil, však vyžadovala, aby zde působil jako učeň po dobu sedmi let. Watt se ale chtěl za rok vrátit do Glasgow a tam si založit svůj vlastní podnik. Nejdříve si našel místo u hodináře, ale jak tam, tak i u místního mechanika vydržel jen krátkou dobu. Nakonec se na roční smlouvě domluvil s výrobcem matematických nástrojů Johnem Morganem, jemuž se Wattova práce líbila. Wattův otec za tuto „stáž “ zaplatil 25 guinejí, což bylo v té době značné množství peněz. Běžná sedmiletá stáž tehdy stála do 10 guinejí.
V té době James Watt žil ve velmi skromných podmínkách, neboť byl do určité míry stále finančně závislý na svém otci. V jednom dopise otci lituje, že tyto náklady nedokáže snížit, protože věděl, že otcova finanční situace také nebyla dobrá. U Morgana vyráběl kvadranty, váhy, později teodolity atd. – práci, která mu byla přidělena, splnil co nejdůkladněji, jak mohl. Během zimy však dostal silnou rýmu, dostal také kašel a bolesti související s revmatismem. Aby se zotavil, rozhodl se vrátit domů. S sebou si vzal i několik nových a vzácných nástrojů. Z Londýna odjel na konci srpna 1756.

### Působení v Glasgow
Po uzdravení se James Watt vrátil do Glasgow, kde si chtěl založil svůj vlastní podnik. V té době nepůsobil ve Skotsku žádný výrobce měřidel. V podnikání se však Watt nemohl uplatnit, protože cechovní pravidla vyžadovala zmíněných sedm let studií. Pomohl mu až jeho přítel, profesor Dick, od něhož dostal nabídku na opravu astronomických přístrojů z Jamajky odkázaných Glasgovské univerzitě Alexanderem Macfarlanem. Watt si za tuto práci vydělal své první větší peníze, pět liber. Později byl na Glasgovské univerzitě zaměstnán jako univerzitní mechanik. Měl zde k dispozici dvě místnosti, jednu z nich veřejnou, kde prodával své nástroje. Jím vyrobené nástroje se však prodávaly pomalu, a proto je začal posílal do Greenocku, tehdy glasgowského přístavu, kde je prodával jeho otec.
Na univerzitě si Watt záhy získal nejen přátelství tamějšího profesora Josepha Blacka, objevitele skupenského tepla, a Johna Robinsona, který se později stal profesorem Edinburské univerzity,, ale pro svou manuální zručnost i pověst všeuměla. Proto byl Watt profesorem Blackem požádán o sestrojení varhan do svého bytu. Byť Watt nikdy takovou práci nedělal, přijal ji. Nastudoval si teorii, akustiku a hudbu. Nakonec pro svého přítele vytvořil kvalitní nástroj V té době se Wattova pověst začala rychle šířit a mezi svými spolupracovníky byl znám jako ten, „kdo toho znal nejvíce a uměl vyrobit cokoliv“. Nevyhýbal žádné práci, i přesto mu však zbýval čas na pokusy.
S cílem rozšířit podnikání vstoupil v říjnu 1759 do obchodního partnerství s Johnem Craigem. Dvojice shromáždila počáteční kapitál ve výši 200 liber a už pět let od uzavření tohoto partnerství dokázala díky ročnímu hrubému výnosu kolem 600 liber zaměstnávat 16 pracovníků. Ačkoliv bylo toto jejich společné podnikání roku 1765 ukončeno smrtí Johna Craiga, jimi vybudovaný obchod, jehož se ujal jeden z jejich bývalých zaměstnanců jménem Alex Gardner, přetrval až do 20. století.

### Práce na parním stroji
Parními stroji se Watt začal poprvé zabývat v roce 1759 na popud svého přítele Robinsona, který ho jako první seznámil s ideou užití páry k pohonu vozidel. Ještě téhož roku se Watt pokusil vytvořit malý model parou poháněného vozu, jenž se však neosvědčil. Později Watt zjistil, že Glasgovská univerzita má k dispozici nejnovější model Newcomenova parního stroje, který ale byl poslán k opravě do Londýna. Watt ovšem nechtěl čekat, a tak se na jeho popud stroj vrátil a on jej dostal ke spravení. Sám si vyrobil k tomu potřebné pomůcky, a jelikož většina děl sepsaných na toto téma byla ve francouzštině, italštině či němčině, začal se tyto jazyky učit.

Animace Newcomenova parního stroje

Po opravě v zimě 1763 se snažil stroj zlepšit. Povšiml si, že kotel dodává páru jen na pár zdvihů pístu, načež bylo nutno čekat na vytvoření nové páry. O možnostech větší efektivity parního stroje přemýšlel několik dalších měsíců. Věděl jak zabránit rychlému zkapalňování páry při jejím vstupu do válce: válec musí být minimálně stejně teplý, jako vstupní teplota páry. Na druhou stranu potřeboval, aby byl parní válec co nejchladnější. Na jedné procházce na začátku roku 1765 se mu však podařilo tento problém vyřešit. Páru není nutno srážet přímo ve válci, ale v jiné, s válcem spojené nádobě. Vyrobil tedy oddělený kondenzátor, čímž stroj výrazně zefektivnil. Dále pokračoval ve vylepšování parního stroje. Později přišel také na to, že efektivita parního stroje se zvýší ještě více tím, když parní válec uzavře na obou stranách. Vynalezl tak dvojčinný parní stroj, v němž pára koná práci na obou stranách pístu.
Uskutečnění Wattova nápadu podle jeho nákresu trvalo celý půl rok. Z tohoto modelu však unikala pára. James Watt tedy za pomoci klempíře, nepříliš znalého parních strojů, postavil nový a rozměrnější, neboť se domníval, že tím problém s unikající párou vyřeší. Ani tento stroj však nefungoval a Wattovi navíc došly finance.

### Partnerství s Roebuckem
Pomohl mu podnikatel John Roebuck, který si uvědomoval, co může Wattův stroj znamenat pro jeho doly. Newcomenův parní stroj byl totiž používán k odčerpávání vody z dolů, avšak pokud bylo vody příliš, vznikaly záplavy a horníci mohli utonout.
Jako podmínku za svou finanční pomoc Wattovi stanovil Roebuck patentovou ochranu. Zároveň Watta požádal, aby na svém vynálezu pracoval co nejintenzivněji.
Watt mu již v listopadu 1765 poslal podrobné nákresy, podle kterých měl Roebuck ve svých železárnách Carron Iron Works odlít pístový válec. Odlít se jej však nepovedlo správně a Watt musel pokračovat v pokusech. Jelikož měl Watt stále velké dluhy, musel si začít přivydělávat. Začal tedy pracovat jako zeměměřič lodních kanálů. Nakonec se v roce 1767 Roebuck s Wattem domluvili na tom, že Roebuck zaplatí všechny Wattovy dluhy a bude jeho pokusy financovat. Watt se tedy mohl věnovat jen parnímu stroji. Za to bylo sjednáno, že Roebuck dostane dvě třetiny zisku.
Wattovi se nakonec podařilo sestrojit funkční model, načež si Watt stroj nechal patentovat. Dne 5. ledna 1769 mu byl po několika problémech patent číslo 913 udělen. Jeho název zněl v překladu nově vynalezený způsob zmenšení spotřeby páry a paliva v ohňových strojích. Watt se ještě předtím vzdal své funkce mechanika na Glasgowské univerzitě, aby se zkoumání parního stroje mohl více věnovat. Aby však uživil rodinu, nějakou práci si najít musel; trasoval průplavy. V této době prodával i hudební nástroje.
V říjnu roku 1769 se mu po šesti měsících podařilo podle svého patentu stroj postavit, stroj měl však závažné chyby. Kondenzátor nefungoval a pístový válec netěsnil, a zdálo se, že se tyto problémy nepodaří rozřešit. Watt byl pracemi na parním stroji zaměstnán již 12 let a ani nemohl zaplatit patentové poplatky. Kvůli zadlužení upadl Roebuckův podnik do konkursu a v roce 1772 Roebuck zbankrotoval.

### Partnerství s Boultonem

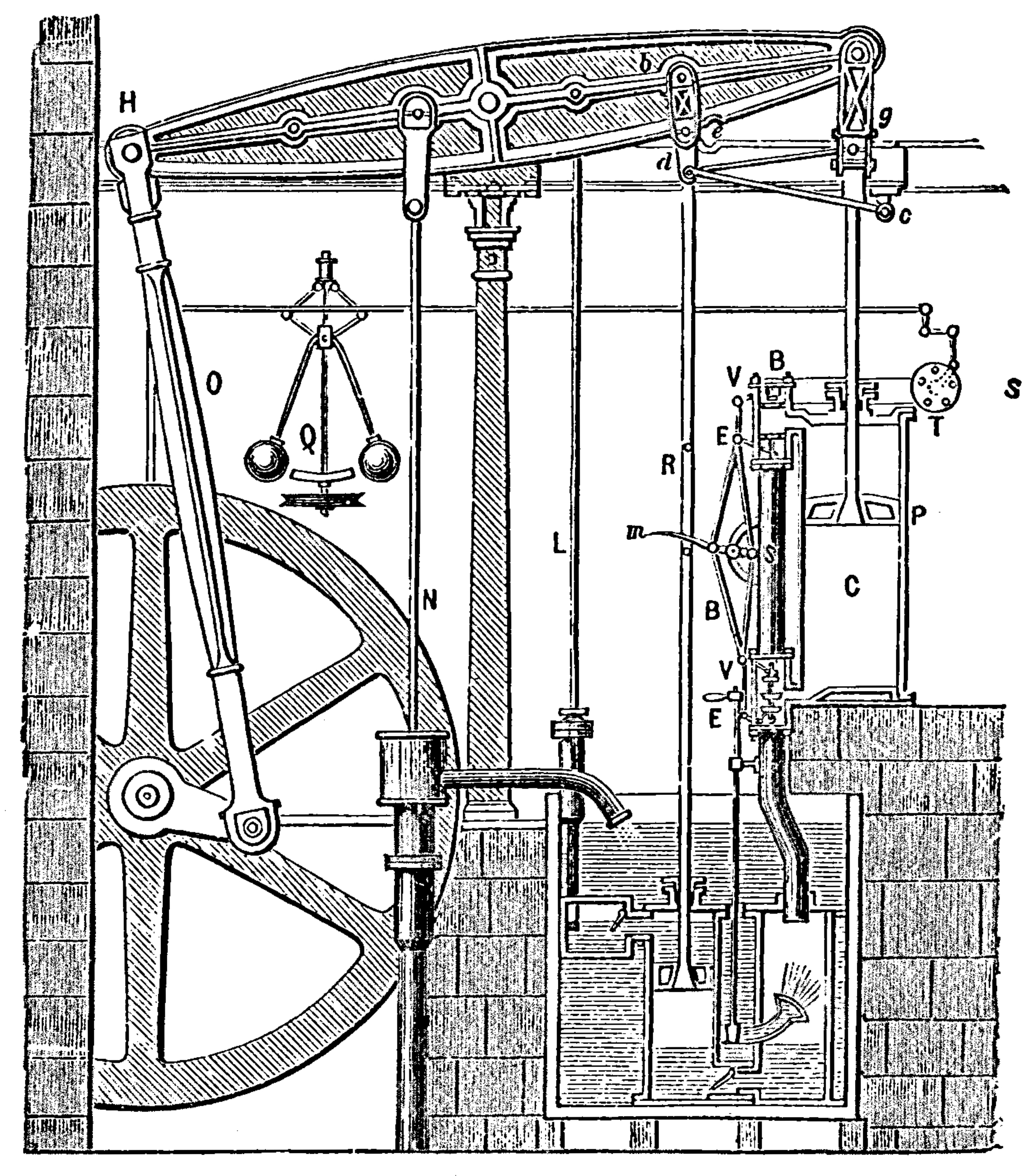
Parní stroj firmy Boulton a Watt

Svůj podíl na Wattově patentu přenechal Roebuck Matthew Boultonovi. Ten se zasloužil o praktické rozšíření Wattova vynálezu. Byl majitelem továrny na hodinářské a ozdobné předměty. V roce 1770 zaměstnával již 700 dělníků. Postavil továrnu v Soho a hledal způsob, jak si opatřit levnou hnací sílu. Ředitelem jeho závodů byl technik William Small, Watttův přítel, který Boultona upozornil na Wattovu práci. Boulton se chtěl stát Wattovým partnerem, ale jen při dodržení tří podmínek:
1. Wattův stroj musí fungovat
2. partnerství s Roebuckem musí Watt ukončit a jeho práva přenést na Boultona
3. prodloužit patentovou ochranu o 25 let, tedy až do roku 1800.

Po delším jednání, zejména s londýnským patentovým úřadem se Wattovi podařilo tyto podmínky splnit.
Při zeměměření Kaledonského kanálu ve vesnici Fort Augustus v září roku 1773, což byl Wattův největší zeměměřičský projekt, obdržel 26. září zprávu od Roberta Muirheada, že je jeho těhotná žena vážně nemocná. Spěšně jel do Glasgow, přijel však až po její smrti – jeho žena s dítětem zemřela již v den, kdy Muirhead napsal svůj dopis. Celkem mu porodila 6 dětí, mimo jiné Jamese, Gregoryho, Janet a Margaret. Watta její smrt velice zasáhla. Do svého deníku si v této souvislosti napsal: „Ztratil jsem útěchu svého života, drahého přítele a věrnou ženu.“
Boulton s Wattem pak založili společnost Boulton & Watt. Boulton měl smluvené dvě třetiny, Watt jednu, ale i tak se Boulton o zisk dělil napolovic. Společně se stali přáteli. V květnu 1774 se natrvalo přestěhoval do Birminghamu. Nadále často navštěvoval Glasgow, kde měl příbuzné a hlavně své děti. Musel také navštěvovat svého otce, který byl na Wattovu pomoc odkázaný. V Soho měl Watt k dispozici několik mechaniků, kteří uměli dělat velice jemnou práci. Začátkem roku 1775 byla zhotovena nejdůležitější součástka, parní válec. Odlita byla v tehdy vyhlášené slévárně Johna Wilkinsona. Po namontování válce stroj konečně fungoval, načež Wilkinson objednal v Boultonově a Wattově firmě svému podniku parní stroj.
Později bylo ujednáno, že veškeré součásti pro parní stroje bude vyrábět firma Boulton a Watt, ale parní válce bude dodávat Wilkinsonova továrna, která sídlila v Broseley a byla tehdy pokládána za nejlepší železozpracující továrnu v Anglii. Firma však neměla dostatek pracovníků na stavbu strojů. V roce 1776 dodala jen jeden parní stroj, následující rok pak stroje dva. Tehdy nebyla výroba parních strojů jednoduchá a stavěl se až na místě. Následující roky se výkon Wattovy a Boultonovy společné firmy zlepšil, i tak však prodělávala, jelikož stroje byly pronajímány za poplatky a ty byly často placeny nepravidelně. Firma se však poměrně rychle připravila na hromadnou výrobu a bylo rozhodnuto, že podnik vyrobí 65 parních strojů ročně, což bylo tehdy poměrně vysoké číslo. I tak nadále prodělávala a ztráty musel Boulton splácet z příjmů svých ostatních podniků. Jeden z nejdůležitějších strojů, který firma dodala, byl tzv. „The Bow“ do Londýna. Mechanik, který stroj stavěl, dokonce v Londýně zůstal, aby stroj kontroloval.
Jednou Watt dostal nabídku, aby šel pracovat do Ruska, tu ale odmítl. V roce 1777 se do firmy přidal inženýr a vědec William Murdoch.
Klíčová byla objednávka parního stroje do dolů v Cornwallu, kde se používaly Newcomenovy parní stroje. Prvnímu parnímu stroji pro tyto doly byla věnována mimořádná pozornost a Watt sám jel do Cornwallu, aby na výstavbu stroje dohlížel. Pobyt tam však nebyl pro Watta příjemný, jelikož zaměstnanci u Newcomenových strojů považovali Wattův příjezd za nepřátelské napadení oblasti jejich zájmů. Stroj fungoval dobře, jeho rychlost byla rekordní a spotřebovával třetinu uhlí než stroje stávající. Nato začalo přicházet mnoho nových objednávek. V roce 1784 byly již všechny parní stroje v Cornwallu nahrazeny těmi Wattovými.

Díky úspěchu společné firmy s Boultonem Watt výrazně zbohatl.

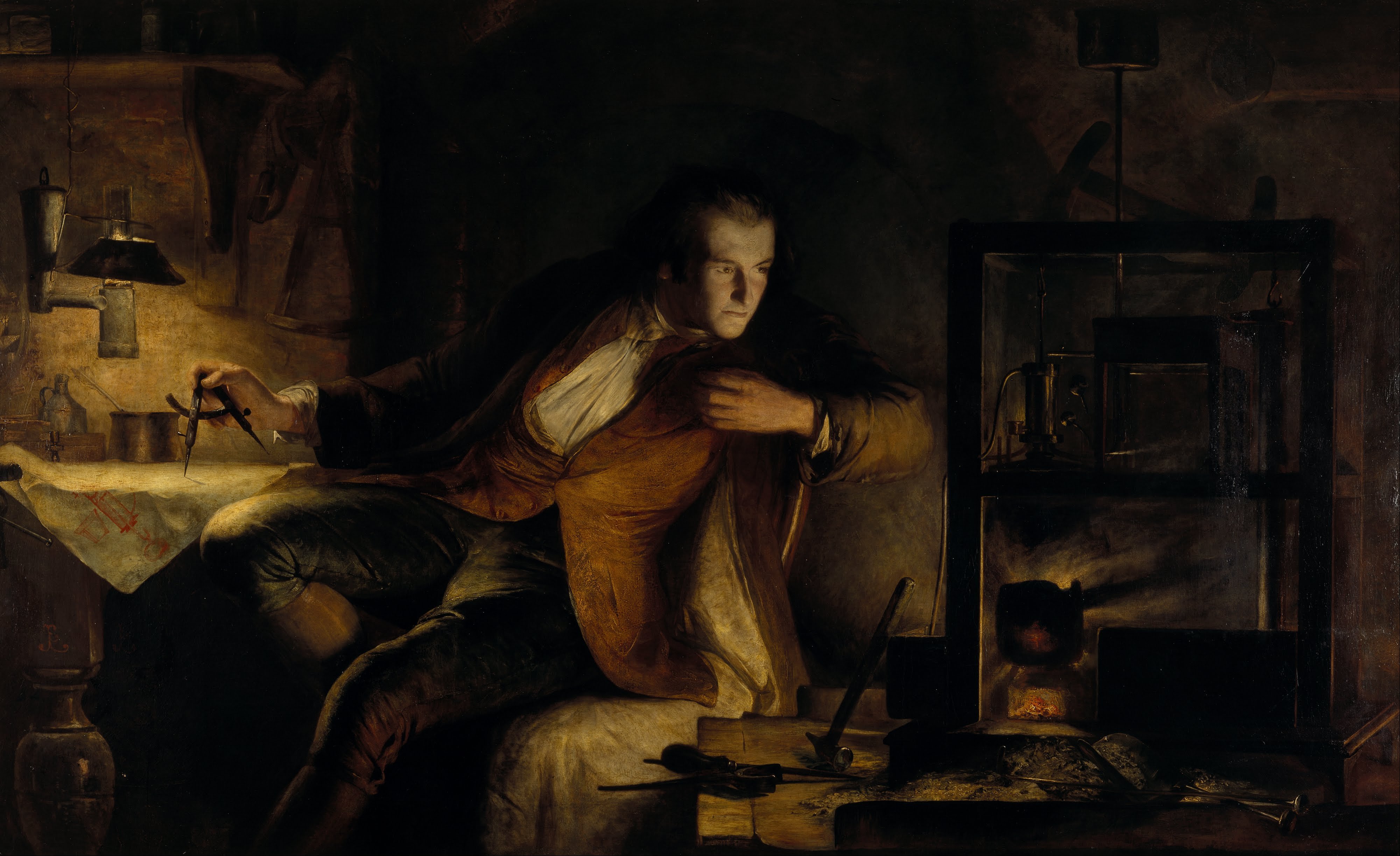
James Watt a parní stroj

### Kopírovací stroj

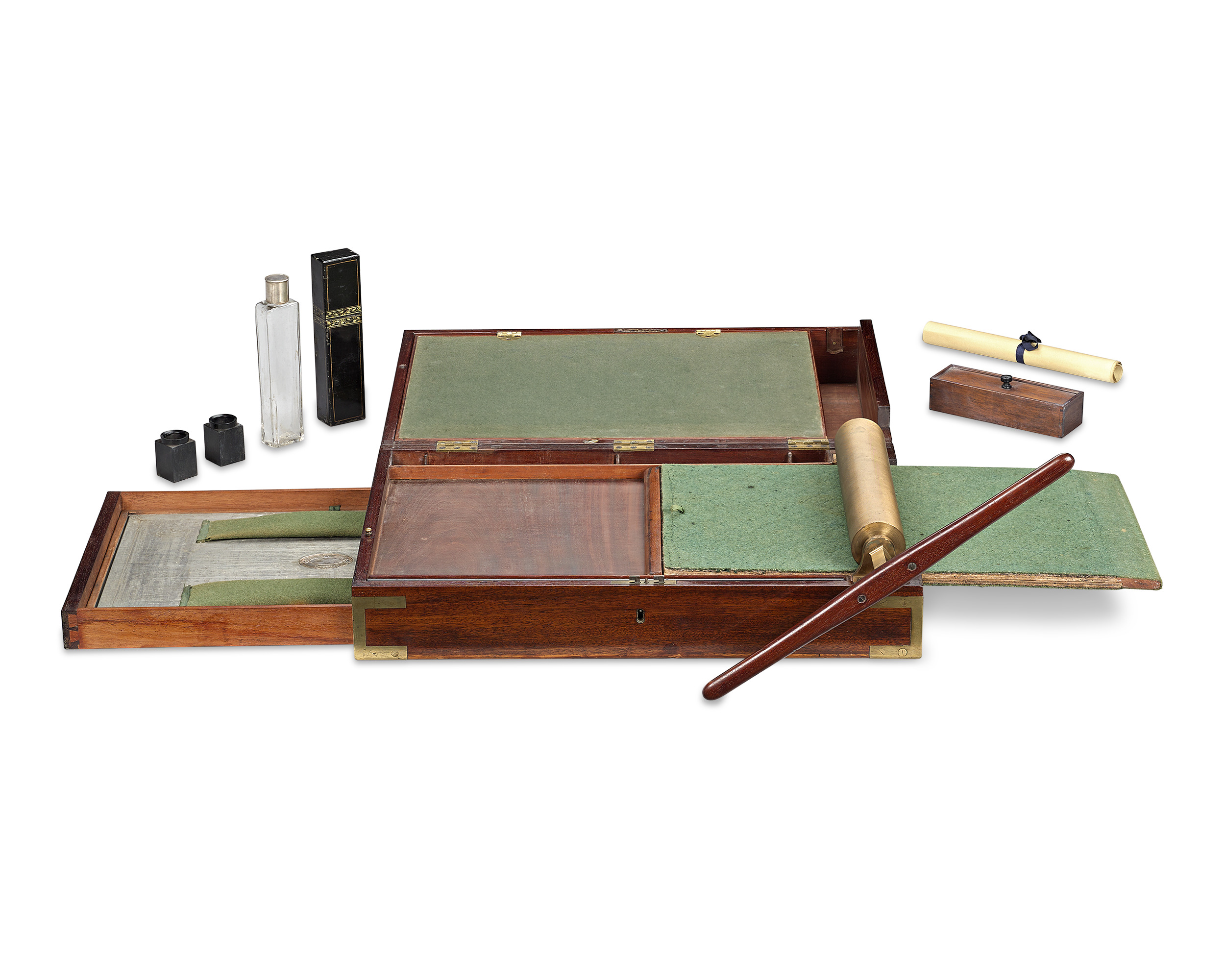
Přenosný kopírovací stroj, vynález Jamese Watta

Před rokem 1780 neexistovala žádná efektivní metoda, jak vytvářet kopie dopisů nebo nákresů. Jediná používaná spočívala v použití několika dohromady spojených per. Watt se nejprve svými experimenty snažil tuto metodu zlepšit, nakonec však na tento pokus rezignoval. Místo toho vymyslel novou metodu: speciálním inkoustem se napsal dopis, na něj se položil speciální tenký papír a oba se válečkem přitiskly.
Na této metodě začal pracovat v roce 1779. Aby vyrobil správný inkoust, tenký papír a lis, musel experimentovat. V roce 1780 se mu podařilo vynález patentovat. Společně s Boultonem (který poskytl potřebné finance) a Jamesem Keirem (jenž firmu řídil) založili novou firmu s názvem James Watt and Co. Za pár let po vyřešení nedostatků mohl být tento Wattův vynález používán v běžné praxi.

### Watt a chemie
James Watt se o chemii zajímal již od dětství. Poté, co se setkal s Josephem Blackem, si s ním dopisoval, a to až do Blackovy smrti v roce 1799. Tato korepondence ukazuje na to, že se Watt dlouhodobě o chemii zajímal. V roce 1765 se pak začal pokoušet o vytvoření zásady z mořské soli, ale nakonec s Blackem na pokus rezignovali. S jinou metodou pak zásadu vytvořil chemik James Keir, Wattův přítel a člen Lunární společnosti.
Při vynalézání kopírovacího stroje také musel do značné míry chemicky experimentovat, a to u inkoustu, který se do stroje používal. Inkoust se skládal z: pramenité vody, duběnek, síranu železnatého, arabské gumy a kamence. Následně se do projektu zapojil i James Keir, který doporučoval dále zvyšovat množství duběnek a arabské gumy, což postupně zvyšovalo kvalitu tisku.
Od roku 1782 začal Watt experimentovat s cementem, aby učinil spoje parních strojů pevnými. Do té se tyto spoje musely pravidelně měnit, aby parní stroj správně fungoval. Své pokusy dokončil o tři roky později, nový cement se osvědčil a začal být používán.
Od roku 1794 pracoval s anglickým lékařem Thomasem Beddoesem na výrobě přístroje, jež vyrábí oxid dusný, který chtěl Beddoes využít k léčení různých nemocí (např. tuberkulózy). Společně publikovali knihu Considerations on the Medical Use and on the Production of Factitious Airs (1794).

### Další život a dílo
Vylepšení parního stroje vedlo k urychlení průmyslové revoluci, a to i mimo Spojené království. V roce 1784 se stal členem Edinburské královské společnosti. Byl členem Lunární společnosti, jež spojovala významné vědce a průmyselníky.
V roce 1781 pracoval na metodě přímovodu, který by umožnil přímočarý vratný pohyb parního stroje. Wattova metoda fungovala lépe, než již tehdy patentovaná kliková hřídel. Princip Wattova přímovodu se využívá dodnes na nápravách automobilů. Dále vynalezl také například odstředivý regulátor, setrvačník parního stroje či dvojcestný ventil. Též vyřešil utěsnění pístu, nezávisle objevil složení vody, upřesnil fyzikální pojem práce a také zavedl jednotku výkonu koňská síla, kterou později nahradil v soustavě SI po něm pojmenovaný watt.

### Pozdní život

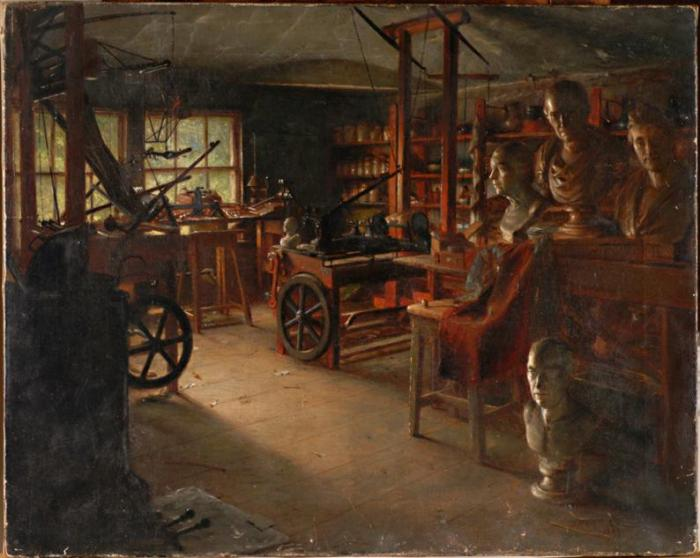
Pracovna Jamese Watta

V roce 1800 odešel Watt na odpočinek. V témže roce vypršel jeho patent a jeho obchodní partnerství s Boultonem bylo předáno jejich synům, Matthewu Robinsonovi Boultonovi a Jamesi Wattovi mladšímu. Watt si zakoupil statek v Heathfieldu, kde pobýval.
Nadále vynalézal nové věci, a to v pracovně ve svém domu Heathfield Hall v Handsworthu. Zároveň si dopisoval s velkým množstvím vědců a sledoval také vývoj parního stroje. V roce 1806 obdržel čestný doktorát Glasgowské univerzity. Francouzská akademie jej zvolila korespondenčním členem a v roce 1814 se stal jejím zahraničním spolupracovníkem. Stal se členem londýnské Královské společnosti. Bylo mu nabídnuto i povýšení do šlechtického stavu, to ale odmítl.
Zemřel dne 25. srpna 1819 ve svém domě ve věku 83 let. Pohřben byl 2. září v nedalekém kostele sv. Marie.

## Povaha

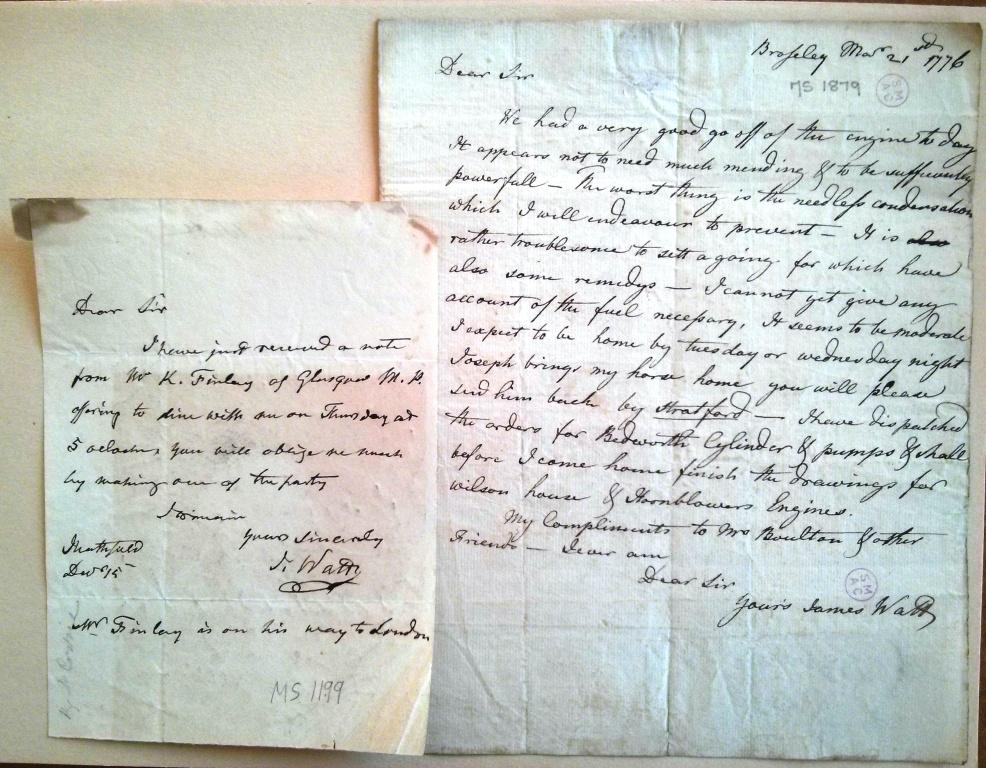
Dopisy Jamese Watta

James Watt byl pracovitý, před novou prací studoval příslušnou teorii a ověřoval si známé poznatky. Měl hodně přátel, na které si nacházel čas i přes relativně vysoké pracovní vytížení. Mnoho četl, uměl řadu jazyků a kromě astronomie a matematiky se zajímal o botaniku, další obory jako metafyziku, etymologie a literatura. Byl obeznámen i s architekturou, hudbou či právem.
Přátelil se s mnoha vědci a učenci. Rád konverzoval, ale málokdy navrhoval témata – raději se ujímal slova při probírání témat, které navrhli ostatní. I přesto, že jeho řeč byla bohatá na informace, nepodobala se vážným diskusím či přednáškám, naopak byla veselá; Watt měl smysl pro jistý typ vážného humoru. Byť byl jeho hlas hluboký a silný, zpravidla mluvil hlasem nízkým. Jeho úsměv byl klidný. Byl laskavé povahy a přátelům nebo těm, kteří jej požádali o radu, se snažil pomáhat. Podle Andrewa Carnegieho zemřel bez jediného nepřítele. Jeho zdraví, které bylo v mládí labilní, zmiňují Wattovi životopisci později jako pevnější.
Watt neměl rád vyjednávání se zákazníky, kteří měli zájem využívat jeho typ parního stroje.

## Památka
- V Mezinárodní soustavě jednotek SI je po něm pojmenována jednotka výkonu – watt.[88][89]
- Roku 1969 byl v parku Glasgow Green v Glasgow umístěn pamětní kámen, označující místo, kde měl Watt v roce 1765 přijít na to, jak vylepšit Newcomenův parní stroj.[90]
- Od roku 2011 je James Watt s Matthewem Boultonem vyobrazen na jedné sérii 50 librových bankovek. Vlevo je vyobrazen Boulton, uprostřed stojí Wattův parní stroj a Watt je umístěn napravo od něj; za těmito prvky je vyobrazena továrna v Soho. Bylo to v historii poprvé, kdy se na bankovce Bank of England objevily dvě osoby, a podruhé, co se na britské bankovce objevil Skot (Watt).[91] Každý z mužů má na bankovce i jeden ze svých citátů. Boultonův citát zní: „Prodávám zde, pane, po čem celý svět touží – VÝKON“ a Wattův citát uvádí: „Nemohu myslet na nic jiného než na tento stroj.“
- Po Wattovi byla pojmenována kolej Jamese Watta v Greenocku.
- V roce 2011 byl Watt společně s dalšími šesti inženýry uveden do Skotské inženýrské síně slávy.[92]